# 石坂晴樹
石坂 晴樹（いしざか はるき、1987年1月3日 - ）は、日本の元俳優、元ジャニーズJr.。血液型B型。
東京都府中市出身。1997年、ジャニーズ事務所のオーディションに受かりレッスン生として入所。ジャニーズJr.になった後はユニット『小TOKIO』のメンバーとして活躍。1999年にテレビドラマ「ズッコケ三人組」で俳優デビュー。2001年にジャニーズ事務所からシーアンドティー（オフィス高木）に移籍。だが、現在プロフィールが削除されていて、おそらく引退したかと思われる。
上記のように、現在の芸能活動は確認できないものの、2013年以降Twitterで近況を公表している。

## 出演

### テレビドラマ
- NHK ドラマ愛の詩 「ズッコケ三人組」（1999年）　主演・八谷良平（ハチベエ） 役
- NHK ドラマ愛の詩 「ズッコケ三人組2」（1999年）　主演・ハチベエ（八谷良平） 役
- NHK ドラマ愛の詩スペシャル 「ズッコケ三人組VS双子探偵〜光の世界へ翔べ〜」（2001年）　主演・ハチベエ（八谷良平） 役
- NHK ドラマ愛の詩 「ズッコケ三人組3」第1〜2話（2001年）　ハチベエ（マークス）  役
- 日本テレビ 火曜サスペンス劇場 「女の家」（2002年）
- NHK ドラマ愛の詩 「天使みたい」（2003年）　浜中一久 役
- 第4回文芸社新春ドラマスペシャル おばあさんの反乱〜遺産は誰のモノ?（2004年）

### 映画
- 棒たおし!（2003年）